# 681 (číslo)
Šest set osmdesát jedna je přirozené číslo. Následuje po čísle šest set osmdesát a předchází číslu šest set osmdesát dva. Římskými číslicemi se zapisuje DCLXXXI a řeckými číslicemi χπα.

## Matematika
681 je:
- Deficientní číslo
- Poloprvočíslo
- Nešťastné číslo

## Astronomie
- (681) Gorgo je planetka hlavního pásu, kterou objevil v roce 1909 August Kopff

## Ostatní
- +681 je mezinárodní telefonní předvolba Wallisu a Futuny

## Roky
- 681
- 681 př. n. l.